# Plotius celebensis
Plotius celebensis är en spindelart som beskrevs av Anna Maria Sibylla Merian 1911. Plotius celebensis ingår i släktet Plotius och familjen hoppspindlar. Inga underarter finns listade i Catalogue of Life.